# فابريسيانو غونزاليز
فابريسيانو غونزاليز بينيلاس (بالإسبانية: Fabri González) (ولد في 25 أبريل 1955)، المعروف باسم فابري, هو مدرب كرة قدم إسباني، يدرب حاليا نادي لورقة.

## روابط خارجية
- فابريسيانو غونزاليز على موقع Soccerway.com (الإنجليزية)
- فابريسيانو غونزاليز على موقع عالم كرة القدم.نت (الإنجليزية)